# Чжан Тяньсі
Чжан Тяньсі (кит. трад.: 張天錫; піньїнь: Zhāng Tianxi; 346-406) — останній правитель Ранньої Лян періоду Шістнадцяти держав.

## Життєпис
Був сином Чжан Цзюня. Наразі невідомо, чи він народився до смерті свого батька, чи після.
361 року генерал Чжан Юн убив Сун Чена, регента при Чжан Сюаньцзіні, винищив увесь його рід, і став регентом разом із Чжан Тяньсі.
Згодом Чжан Тяньсі наказав своєму помічнику Лю Су вбити Чжан Юна. Замах не вдався, Чжан Юн підняв війська та здійснив напад на Чжан Тяньсі, втім той переконав солдатів, що мстився за знищений рід Сун, і що наступним кроком Чжан Юн би винищив царський рід Чжан. Солдати залишили Чжан Юна, й той скоїв самогубство.
363 року частина придворних організувала змову проти Чжан Тяньсі, втім замах не вдався. Чжан Сюаньцзін злякався й запропонував Чжан Тяньсі самому зайняти трон, але той відмовився. Однак за місяць за дорученням Чжан Тяньсі Лю Су з солдатами увірвався до палацу й убив Чжан Сюаньцзіна. Офіційно було оголошено, що Чжан Сюаньцзін помер від хвороби, а Чжан Тяньсі зайняв престол.
Період правління Чжан Тяньсі відзначався свавіллям придворних, якими він себе оточив і дозволив їм керувати на власний розсуд. Такий стан справ не сприймали більшість генералів, тож новий володар не мав підтримки у війську.
364 року Фу Цзянь, імператор Ранньої Цінь, надав Чжан Тяньсі ті ж титули, що надавались його попередникам правителями держави Цзінь. 366 року, втім, Чжан Тяньсі розірвав відносини з Ранньою Цінь.
Пізніше того ж року Лі Ян, воєначальник, який окупував Лонсі (приблизно сучасний Дінсі, Ганьсу) та був васалом Ранньої Цінь і підтримував відносини і з Ранньою Лян, проголосив незалежність і розірвав відносини з обома сусідніми державами. На початку 367 року Чжан Тяньсі здійснив напад на володіння Лі Яна й захопив багато важливих міст. Лі Ян злякався й почав шукати підтримки у Ранньої Цінь. Разом вони спробували відвоювати столицю Лі Яна, місто Фухан (сучасна Лінься-Хуейська автономна префектура, Ганьсу). Опинившись в оточенні Чжан Тяньсі пристав на умови, що їх висунули союзники й повернувся до своїх володінь.
371 року, після падіння Ранньої Янь, Фу Цзянь відрядив посланців до Ранньої Лян, погрожуючи Чжан Тяньсі та вимагаючи від нього зречення. Після цього останній знову визнав сюзеренітет Ранньої Цінь. Під владою Ранньої Цінь Чжан Тяньсі геть відійшов від державних справ, присвячуючи забагато часу розвагам. Він оголосив своїм спадкоємцем (замість першого сина) сина від улюбленої наложниці Чжан Даю.
376 року Фу Цзянь вирішив цілковито підпорядкувати Чжан Тяньсі своїй владі. Він відрядив багатотисячне військо до володінь Ранньої Лян, утім спочатку до Чжан Тяньсі виїхали посланці, намагаючись миром умовити його поступитись престолом. Чжан Тяньсі вирішив чинити опір і стратив посланців. Після цього він відрядив військо назустріч силам Фу Цзяня, втім воно зазнало нищівної поразки. Проти Ранньої Цінь виступали й інші сили, проте й вони були розбиті. Тим часом у столиці Чжан Тяньсі спалахнуло повстання, в результаті якого владу роду Чжан було повалено, що поклало край існуванню Ранньої Лян.
Після повалення Фу Цзянь позбавив Чжан Тяньсі титулів і призначив його на одну з урядових посад. 383 року Чжан Тяньсі, скориставшись поразкою сил Ранньої Цінь від цзіньських військ, утік до Цзінь. Його син, Чжан Даю, який втекти не зміг, спробував відновити Ранню Лян, утім зазнав поразки та був убитий 387 року засновником Пізньої Лян Люй Ґуаном. Тим часом імператор Сима Яо надав Чжан Тяньсі посаду в уряді й титул удільного правителя. Від того часу розум колишнього правителя почав слабшати, ймовірно під впливом хвороби Альцгеймера. 406 року Чжан Тяньсі помер.

## Девіз правління
- Тайцін (太清) 363—376